# Sabamobil

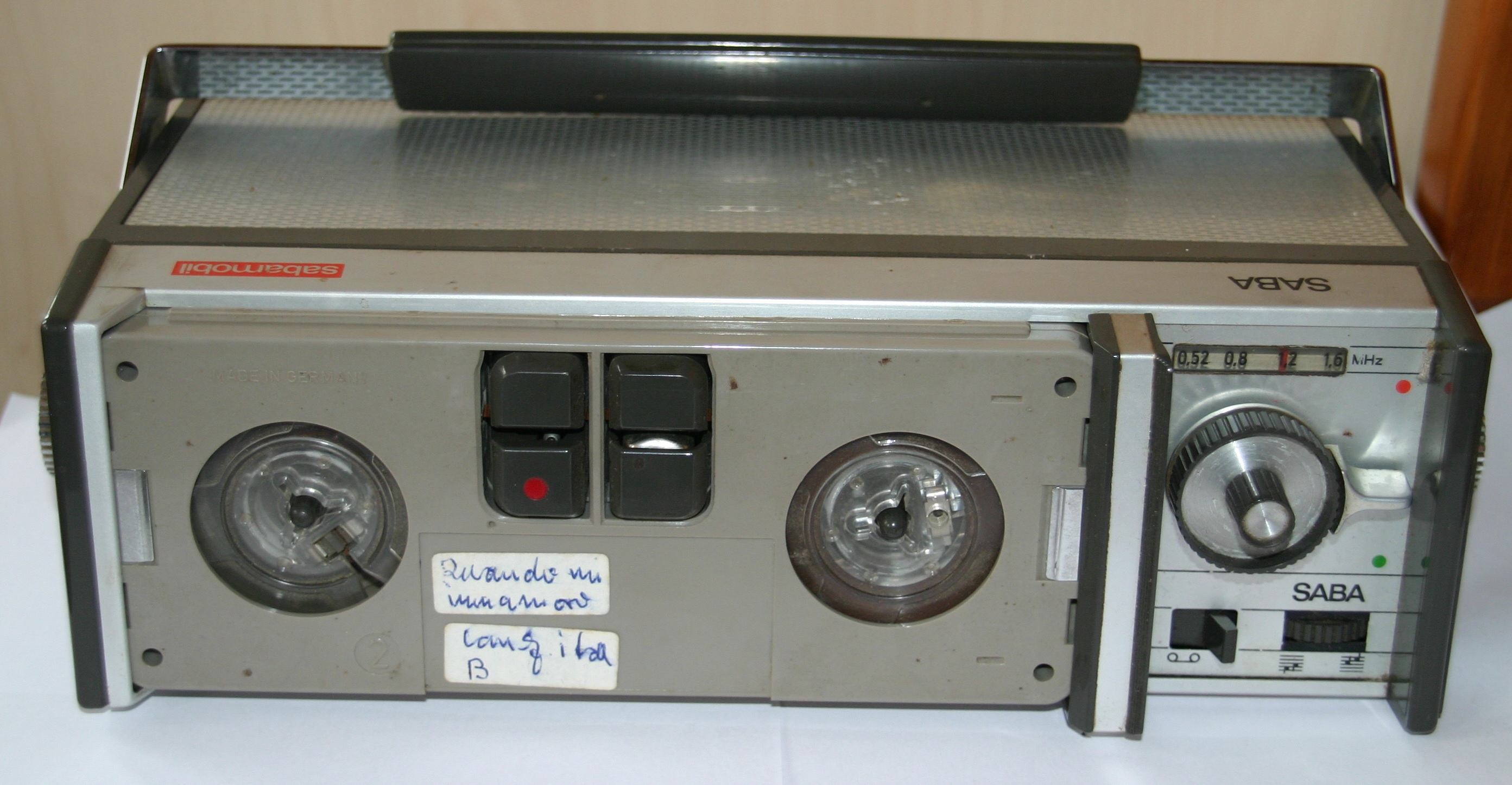
Sabamobil mit eingelegter Kassette. Der Drehknopf rechts ist für die Bandbedienung und dient auch zum Einstellen des Mittelwellenradios (Grob- und Feintuning). Darüber ist eine Skala des Frequenzbereiches. Unten rechts ist der Lautstärkeregler, links der Umschalter zwischen Radio- und Kassettenbetrieb.

Sabamobil war ein Tonbandkassettensystem des Unternehmens SABA aus dem Jahr 1964.

Es benutzte ein handelsübliches Vier-Spur-¼-Zoll-Tonband auf 3-Zoll-Spulen (entspricht 7,62 cm), mit zwei Kanälen Mono je Seite mit einer Bandgeschwindigkeit von 3¾ IPS (~ 9,5 cm/s) und war bis auf die gegen Herausziehen gesicherten Enden des Bandes kompatibel zu Spulentonbändern. Der ungesicherten Überlieferung einer Nutzerin nach, konnte das Sabamobil auch als Diktiergerät genutzt werden. 

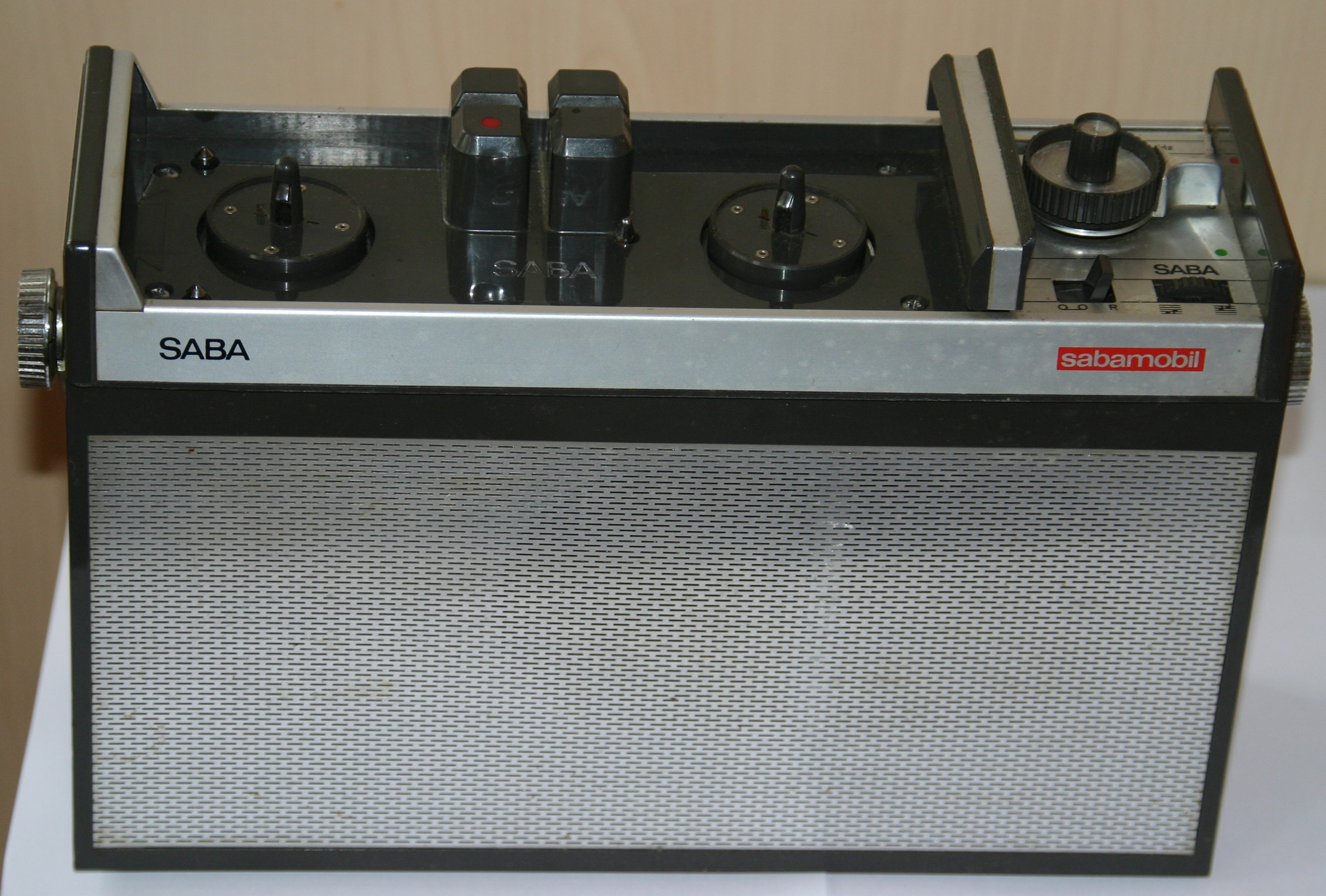
Sabamobil ohne Kassette. Die Bandteller und Köpfe/Capstan sind frei sichtbar. Der Steg zwischen dem rechten Bandteller und dem Bedienbereich ist beweglich, so dass die Kassette gegen herausfallen gesichert ist.

Die Kassette war entweder komplett verschraubt oder als Leerkassette ohne Werkzeug durch Entfernen von zwei Halteklammern zu öffnen, um vorhandene 3-Zoll-Spulen einzulegen. Tonkopf und Capstan waren zwischen den Spulen angebracht.

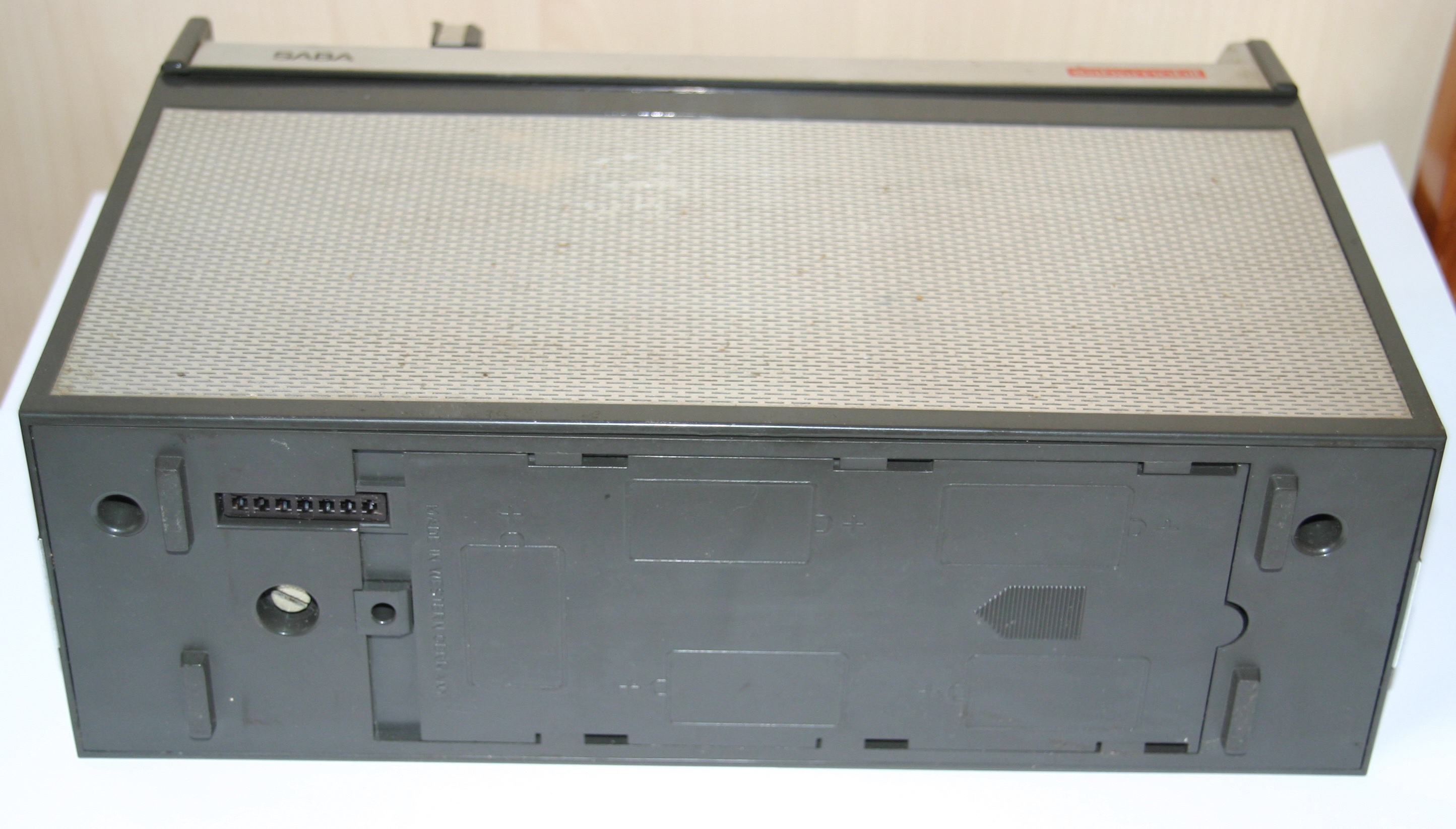
Unterseite des Sabamobil. Der Batterieschacht fasst 5 Monozellen. Die 7-polige Buchse links davon wurde für den Anschluss an die Autohalterung verwendet (Autobatterie, Zusatzlautsprecher, Autoantenne).

In den USA kostete das Abspielgerät 136 US-Dollar, was heute 1.375 USD entsprechen würde, eine Kassette 14 USD (heute 142 USD) und der Adapter zum Einbau ins Auto 45 USD. Das Modell TK-R12 hatte einen AM-Radioempfänger für Mittelwelle mit eingebaut und konnte außerdem mit fünf Stabbatterien vom Typ D (Monozelle) betrieben werden. Es erschien im Folgejahr der Einführung der Compact Cassette und verlor seine Marktanteile schnell an die 8-Spur-Kassette und Compact Cassette.

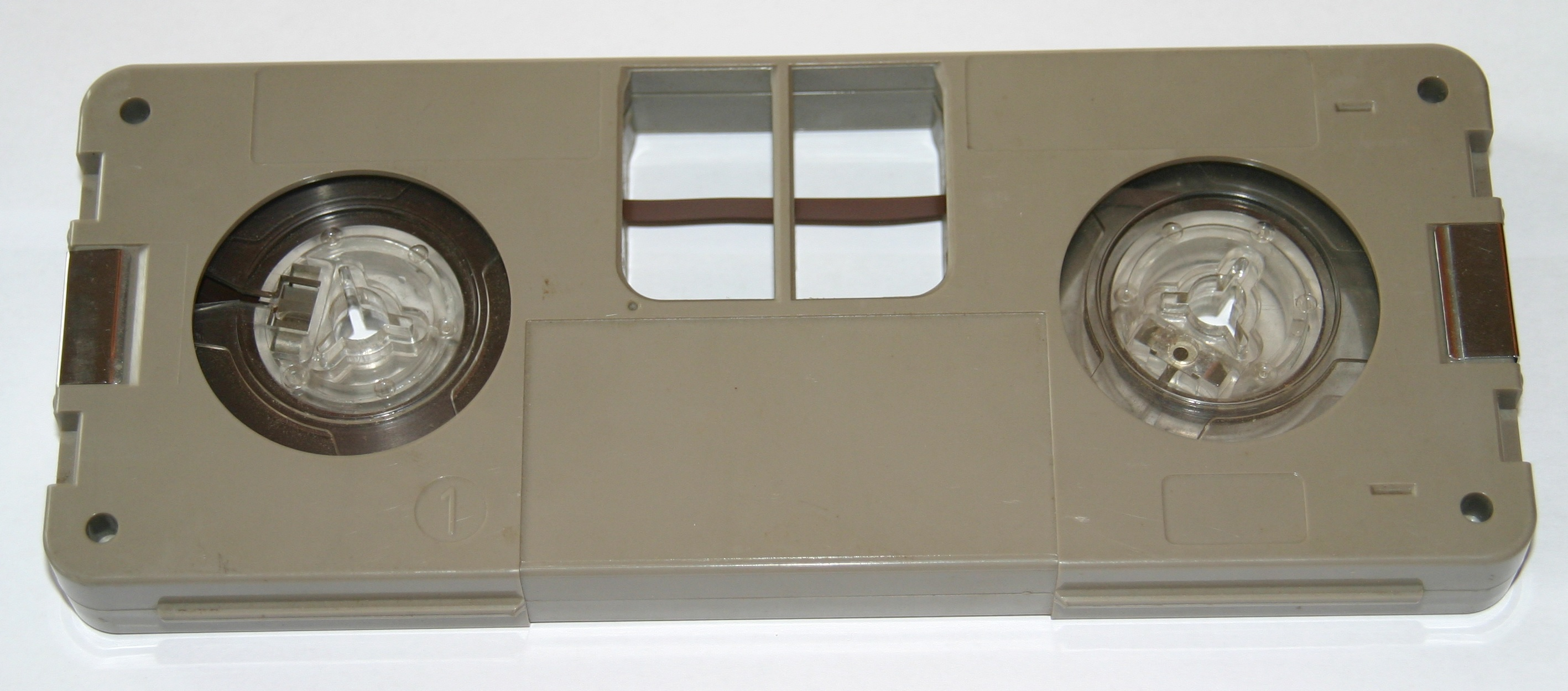
Kassette eines Sabamobil. Die zwei Öffnungen in der oberen Mitte sind die Durchlässe für Köpfe und Capstan. Das Band verläuft mittig quer durch die beiden Öffnungen.

Eine ähnliche Technik, die damals marktübliche 3-Zoll-Spulen benutzte, wurde beim Diktiergerät Philips Norelco EL3581 angewendet. Es wich jedoch in der Bandgeschwindigkeit und der Einteilung der Tonspuren ab.